# Río Guamués
El río Guamuez, o Guamués, es un río amazónico de Colombia, que discurre por el departamento de Putumayo y es afluente del curso alto del río Putumayo, uno de los principales tributarios del río Amazonas.

## Geografía
El río Guamuez nace en los Andes, en la vertiente oriental del nudo de los Pastos, en una franja de bosque altoandino, al oeste de San Juan de Pasto, en el departamento de Nariño. Es el aliviadero de uno de los humedales altoandinos más importantes para el país, la laguna de la Cocha o lago Guamuez.
Entre sus afluentes se encuentran los ríos Sucio y Patascoy.
Desemboca en el río Putumayo muy cerca de la ciudad de Puerto Asís.